# Faza grupelor UEFA Europa League 2009-2010
Faza grupelor UEFA Europa League 2009–2010 s-a desfășurat între 17 septembrie și 17 decembrie 2009.
La faza grupelor au luat parte cei 38 de câștigători ai meciurilor din faza play-off și cele 10 cluburi învinse în preliminariile Ligii Campionilor UEFA.
La finalul fazei grupelor primele două clasate din fiecare grupă s-au calificat mai departe pentru șaisprezecimile de finală ale competiției, la aceste 24 de echipe s-au alăturat încă opt echipe ce s-au clasat pe locul 3 în grupele Ligii Campionilor.

## Tragerea la sorți
Împărțierea echipelor în urnele valorice a fost determinată coeficienți UEFA.
| Urna 1 - Șahtior DonețkC - Werder Bremen - Villarreal - Roma - PSV Eindhoven - Sporting CP - Hamburg - Benfica - Valencia - Panathinaikos - Ajax - Steaua București | Urna 2 - Fenerbahçe - Basel - Lille - Celtic - Everton - Club Brugge - Heerenveen - Galatasaray - Anderlecht - Austria Viena - Copenhaga - Lazio | Urna 3 - Hertha BSC - Sparta Praga - Dinamo București - AEK Atena - Slavia Praga - Levski Sofia - Athletic Bilbao - Partizan - Hapoel Tel Aviv - Twente - Dinamo Zagreb - Fulham | Urna 4 - ȚSKA Sofia - Toulouse - CFR Cluj - Genoa - Rapid Viena - Timișoara - BATE - Nacional - Red Bull Salzburg - Sturm Graz - Ventspils - Sheriff Tiraspol |

C deținătoarea trofeului
CL Echipe care au priedut play-off-ul ligii campionilor

## Criterii de departajare
În fotbal există mai multe metode de a departaja echipele cu un număr egal de puncte într-o grupă. Pentru Europa League UEFA folosește următorul sistem de departajare, bazat pe aticolul 7.05 din regulamente.
1. Cel mai mare număr de puncte obținute în toate cele trei meciuri din grupă;
2. Golaverajul realizat de fiecare echipă în toate meciurile din grupă;
3. Cel mai mare număr de goluri marcate în cele trei meciuri din grupă.

Dacă două echipe sau mai multe echipe nu pot fi departajate prin criteriile 1-3, atunci sunt introduse câteva criterii secundare, după cum urmează:
4. Cel mai mare număr de puncte obținute în meciurile din grupă între echipele aflate la egalitate.
5. Golaverajul rezultat din meciurile din grupă între echipele aflate la egalitate.
6. Cel mai mare număr de goluri marcate în meciurile din grupă de echipele aflate la egalitate.
7. Cel mai mare coeficient dintre cele două echipe aflate la egalitate.

## Grupele
| Legendă                                      |
| -------------------------------------------- |
| Locurile 1 și 2 se califică în șaisprezecimi |

Toate orele suntCET/CEST

### Grupa A
| Team          | M | V | E | Î | GM | GP | G  | Pct |
| ------------- | - | - | - | - | -- | -- | -- | --- |
| Anderlecht    | 6 | 3 | 2 | 1 | 9  | 4  | +5 | 11  |
| Ajax          | 6 | 3 | 2 | 1 | 8  | 6  | +2 | 11  |
| Dinamo Zagreb | 6 | 2 | 0 | 4 | 6  | 8  | −2 | 61  |
| Timișoara     | 6 | 1 | 2 | 3 | 4  | 9  | −5 | 5   |

| Ajax | 0 – 0   | Timișoara |
| ---- | ------- | --------- |
|      | Cronica |           |

| Dinamo Zagreb | 0 – 2   | Anderlecht               |
| ------------- | ------- | ------------------------ |
|               | Cronica | Bernárdez 74' Legear 88' |

| Anderlecht | 1 – 1   | Ajax          |
| ---------- | ------- | ------------- |
| Legear 85' | Cronica | Rommedahl 72' |

| Timișoara | 0 – 3   | Dinamo Zagreb                    |
| --------- | ------- | -------------------------------- |
|           | Cronica | Badelj 8' Sammir 52' Morales 59' |

| Timișoara | 0 – 0   | Anderlecht |
| --------- | ------- | ---------- |
|           | Cronica |            |

| Ajax                           | 2 – 1   | Dinamo Zagreb |
| ------------------------------ | ------- | ------------- |
| Suárez 3' (pen.) Rommedahl 81' | Cronica | Tomečak 90+3' |

| Anderlecht                                   | 3 – 1   | Timișoara |
| -------------------------------------------- | ------- | --------- |
| Suárez 29' (pen.) Boussoufa 69' Legear 90+5' | Cronica | Parks 51' |

| Dinamo Zagreb | 0 – 2   | Ajax                        |
| ------------- | ------- | --------------------------- |
|               | Cronica | Pantelić 13' De Zeeuw 45+1' |

| Timișoara | 1 – 2   | Ajax                   |
| --------- | ------- | ---------------------- |
| Goga 2'   | Cronica | Suárez 8' Pantelić 46' |

| Anderlecht | 0 – 1   | Dinamo Zagreb |
| ---------- | ------- | ------------- |
|            | Cronica | Slepička 57'  |

| Ajax           | 1 – 3   | Anderlecht                 |
| -------------- | ------- | -------------------------- |
| Emanuelson 77' | Cronica | Lukaku 13', 22' Legear 43' |

| Dinamo Zagreb      | 1 – 2   | Timișoara          |
| ------------------ | ------- | ------------------ |
| Scutaru 80' (o.g.) | Cronica | Bucur 67' Goga 84' |

Notă
- Notă: La data de  29 octombrie 2009, UEFA a decis ca Dinamo Zagreb să joace două meciuri acasă cu porțile închise, datorită comportamentului fanilor în timpul meciului cu FC Timișoara. De asemenea UEFA i-a penalizat cu trei puncte. Dinamo a făcut apel la decizia UEFA, dar acesta a fost judecat după disputarea meciului de acasă cu Ajax.[3] După rejudecare UEFA a redus pedeapsa la o amendă de 75.000 € și dacă în următorii trei ani vor mai exista abateri ale suporterilor, clubul nu va avea voie să participe în competițile europene timp de trei ani.[4]

### Grupa B
| Team         | M | V | E | Î | GM | GP | G  | Pct |
| ------------ | - | - | - | - | -- | -- | -- | --- |
| Valencia     | 6 | 3 | 3 | 0 | 12 | 8  | +4 | 12  |
| Lille        | 6 | 3 | 1 | 2 | 15 | 9  | +6 | 10  |
| Genoa        | 6 | 2 | 1 | 3 | 8  | 10 | −2 | 7   |
| Slavia Praga | 6 | 0 | 3 | 3 | 5  | 13 | −8 | 3   |

| Lille        | 1 – 1   | Valencia |
| ------------ | ------- | -------- |
| Gervinho 86' | Cronica | Mata 78' |

| Genoa                 | 2 – 0   | Slavia Praga |
| --------------------- | ------- | ------------ |
| Zapater 4' Sculli 39' | Cronica |              |

| Slavia Praga     | 1 – 5   | Lille                                                     |
| ---------------- | ------- | --------------------------------------------------------- |
| Belaid 6' (pen.) | Cronica | Suchý 47' (o.g.) Frau 71' Gervinho 85', 90+1' Souquet 88' |

| Valencia                             | 3 – 2   | Genoa                          |
| ------------------------------------ | ------- | ------------------------------ |
| Silva 52' Žigić 56' Villa 82' (pen.) | Cronica | Floccari 43' Kharja 64' (pen.) |

| Valencia    | 1 – 1   | Slavia Praga |
| ----------- | ------- | ------------ |
| Navarro 63' | Cronica | Naumov 28'   |

| Lille                              | 3 – 0   | Genoa |
| ---------------------------------- | ------- | ----- |
| Obraniak 38' Vittek 63' Hazard 84' | Cronica |       |

| Slavia Praga           | 2 – 2   | Valencia                      |
| ---------------------- | ------- | ----------------------------- |
| Janda 79' Grajciar 82' | Cronica | Joaquín 22' (pen.) Maduro 47' |

| Genoa                               | 3 – 2   | Lille                 |
| ----------------------------------- | ------- | --------------------- |
| Palacio 14' Crespo 58' Sculli 90+2' | Cronica | Frau 76' Gervinho 84' |

| Valencia                 | 3 – 1   | Lille         |
| ------------------------ | ------- | ------------- |
| Joaquín 3', 32' Mata 53' | Cronica | Chedjou 90+1' |

| Slavia Praga | 0 – 0   | Genova |
| ------------ | ------- | ------ |
|              | Cronica |        |

| Lille                                | 3 – 1   | Slavia Praga |
| ------------------------------------ | ------- | ------------ |
| Cabaye 25' Gervinho 40' Obraniak 80' | Cronica | Vlček 56'    |

| Genoa      | 1 – 2   | Valencia                |
| ---------- | ------- | ----------------------- |
| Crespo 51' | Cronica | Bruno 45+1' Villa 90+5' |

### Grupa C
| Team            | M | V | E | Î | GM | GP | G  | Pct |
| --------------- | - | - | - | - | -- | -- | -- | --- |
| Hapoel Tel Aviv | 6 | 4 | 0 | 2 | 13 | 8  | +5 | 12  |
| Hamburg         | 6 | 3 | 1 | 2 | 7  | 6  | +1 | 10  |
| Celtic          | 6 | 1 | 3 | 2 | 7  | 7  | 0  | 6   |
| Rapid Viena     | 6 | 1 | 2 | 3 | 8  | 14 | −6 | 5   |

| Hapoel Tel Aviv        | 2 – 1   | Celtic      |
| ---------------------- | ------- | ----------- |
| Vučićević 75' Lala 88' | Cronica | Samaras 25' |

| Rapid Viena                        | 3 – 0   | Hamburg |
| ---------------------------------- | ------- | ------- |
| Hofmann 35' Jelavić 44' Drazan 76' | Cronica |         |

| Hamburg                              | 4 – 2   | Hapoel Tel Aviv         |
| ------------------------------------ | ------- | ----------------------- |
| Berg 5', 12' Elia 41' Zé Roberto 77' | Cronica | Shechter 36' Yeboah 61' |

| Celtic       | 1 – 1   | Rapid Viena |
| ------------ | ------- | ----------- |
| McDonald 21' | Cronica | Jelavić 4'  |

| Celtic | 0 – 1   | Hamburg  |
| ------ | ------- | -------- |
|        | Cronica | Berg 63' |

| Hapoel Tel Aviv                                                       | 5 – 1   | Rapid Viena |
| --------------------------------------------------------------------- | ------- | ----------- |
| Dober 30' (o.g.) Menteshashvili 54' Shechter 59' Vermuth 69' Lala 90' | Cronica | Hofmann 31' |

| Hamburg | 0 – 0   | Celtic |
| ------- | ------- | ------ |
|         | Cronica |        |

| Rapid Viena | 0 – 3   | Hapoel Tel Aviv                  |
| ----------- | ------- | -------------------------------- |
|             | Cronica | Yadin 13' Vermuth 65' Natkho 70' |

| Celtic                 | 2 – 0   | Hapoel Tel Aviv |
| ---------------------- | ------- | --------------- |
| Samaras 22' Robson 68' | Cronica |                 |

| Hamburg             | 2 – 0   | Rapid Viena |
| ------------------- | ------- | ----------- |
| Jansen 47' Berg 53' | Cronica |             |

| Hapoel Tel Aviv | 1 – 0   | Hamburg |
| --------------- | ------- | ------- |
| Yeboah 23'      | Cronica |         |

| Rapid Viena               | 3 – 3   | Celtic                         |
| ------------------------- | ------- | ------------------------------ |
| Jelavić 1', 8' Salihi 19' | Cronica | Fortuné 24', 67' McGowan 90+1' |

### Grupa D
| Team        | M | V | E | Î | GM | GP | G  | Pct |
| ----------- | - | - | - | - | -- | -- | -- | --- |
| Sporting CP | 6 | 3 | 2 | 1 | 8  | 6  | +2 | 11  |
| Hertha BSC  | 6 | 3 | 1 | 2 | 6  | 5  | +1 | 10  |
| Heerenveen  | 6 | 2 | 2 | 2 | 11 | 7  | +4 | 8   |
| Ventspils   | 6 | 0 | 3 | 3 | 3  | 10 | −7 | 3   |

| Hertha BSC   | 1 – 1   | Ventspils   |
| ------------ | ------- | ----------- |
| Piszczek 34' | Cronica | Gauračs 48' |

| Heerenveen             | 2 – 3   | Sporting CP           |
| ---------------------- | ------- | --------------------- |
| Sibon 12' Dingsdag 77' | Cronica | Liédson 17', 40', 88' |

| Sporting CP | 1 – 0   | Hertha BSC |
| ----------- | ------- | ---------- |
| Adrien 18'  | Cronica |            |

| Ventspils | 0 – 0   | Heerenveen |
| --------- | ------- | ---------- |
|           | Cronica |            |

| Ventspils          | 1 – 2   | Sporting CP            |
| ------------------ | ------- | ---------------------- |
| Laizāns 64' (pen.) | Cronica | Veloso 6' Moutinho 85' |

| Hertha BSC | 0 – 1   | Heerenveen |
| ---------- | ------- | ---------- |
|            | Cronica | Losada 36' |

| Sporting CP | 1 – 1   | Ventspils     |
| ----------- | ------- | ------------- |
| Saleiro 22' | Cronica | Zamperini 15' |

| Heerenveen          | 2 – 3   | Hertha BSC                             |
| ------------------- | ------- | -------------------------------------- |
| Papadopulos 3', 36' | Cronica | Domovchiyski 21', 52' Wichniarek 90+1' |

| Ventspils | 0 – 1   | Hertha BSC  |
| --------- | ------- | ----------- |
|           | Cronica | Raffael 12' |

| Sporting CP | 1 – 1   | Heerenveen  |
| ----------- | ------- | ----------- |
| Grimi 90+1' | Cronica | Assaidi 47' |

| Hertha BSC | 1 – 0   | Sporting CP |
| ---------- | ------- | ----------- |
| Kačar 70'  | Cronica |             |

| Heerenveen                                      | 5 – 0   | Ventspils |
| ----------------------------------------------- | ------- | --------- |
| Väyrynen 55' Elm 58' Sibon 77', 78' Janmaat 88' | Cronica |           |

### Grupa E
| Team       | M | V | E | Î | GM | GP | G   | Pct |
| ---------- | - | - | - | - | -- | -- | --- | --- |
| Roma       | 6 | 4 | 1 | 1 | 10 | 5  | +5  | 13  |
| Fulham     | 6 | 3 | 2 | 1 | 8  | 6  | +2  | 11  |
| Basel      | 6 | 3 | 0 | 3 | 10 | 7  | +3  | 9   |
| CSKA Sofia | 6 | 0 | 1 | 5 | 2  | 12 | −10 | 1   |

| CSKA Sofia | 1 – 1   | Fulham     |
| ---------- | ------- | ---------- |
| Michel 62' | Cronica | Kamara 65' |

| Basel                      | 2 – 0   | Roma |
| -------------------------- | ------- | ---- |
| Carlitos 11' Almerares 87' | Cronica |      |

| Roma                   | 2 – 0   | CSKA Sofia |
| ---------------------- | ------- | ---------- |
| Okaka 19' Perrotta 23' | Cronica |            |

| Fulham     | 1 – 0   | Basel |
| ---------- | ------- | ----- |
| Murphy 57' | Cronica |       |

| Fulham        | 1 – 1   | Roma            |
| ------------- | ------- | --------------- |
| Hangeland 24' | Cronica | Andreolli 90+3' |

| CSKA Sofia | 0 – 2   | Basel         |
| ---------- | ------- | ------------- |
|            | Cronica | Frei 20', 63' |

| Roma                | 2 – 1   | Fulham            |
| ------------------- | ------- | ----------------- |
| Riise 69' Okaka 76' | Cronica | Kamara 19' (pen.) |

| Basel                             | 3 – 1   | CSKA Sofia  |
| --------------------------------- | ------- | ----------- |
| Gelabert 35' Frei 41' (pen.), 67' | Cronica | Yanchev 61' |

| Fulham   | 1 – 0   | CSKA Sofia |
| -------- | ------- | ---------- |
| Gera 15' | Cronica |            |

| Roma                         | 2 – 1   | Basel      |
| ---------------------------- | ------- | ---------- |
| Totti 32' (pen.) Vučinić 59' | Cronica | Huggel 18' |

| CSKA Sofia | 0 – 3   | Roma                          |
| ---------- | ------- | ----------------------------- |
|            | Cronica | Cerci 45+1', 52' Scardina 89' |

| Basel                        | 2 – 3   | Fulham                   |
| ---------------------------- | ------- | ------------------------ |
| Frei 64' (pen.) Streller 87' | Cronica | Zamora 41', 45' Gera 77' |

### Grupa F
| Team             | M | V | E | Î | GM | GP | G  | Pct |
| ---------------- | - | - | - | - | -- | -- | -- | --- |
| Galatasaray      | 6 | 4 | 1 | 1 | 12 | 4  | +8 | 13  |
| Panathinaikos    | 6 | 4 | 0 | 2 | 7  | 4  | +3 | 12  |
| Dinamo București | 6 | 2 | 0 | 4 | 4  | 12 | −8 | 6   |
| Sturm Graz       | 6 | 1 | 1 | 4 | 3  | 6  | −3 | 4   |

| Panathinaikos  | 1 – 3   | Galatasaray                            |
| -------------- | ------- | -------------------------------------- |
| Salpigidis 78' | Cronica | Elano 5' Baroš 48' Sarriegi 58' (o.g.) |

| Sturm Graz | 0 – 1   | Dinamo București |
| ---------- | ------- | ---------------- |
|            | Cronica | Tamaș 80'        |

| Dinamo București | 0 – 1   | Panathinaikos  |
| ---------------- | ------- | -------------- |
|                  | Cronica | Karagounis 79' |

| Galatasaray | 1 – 1   | Sturm Graz     |
| ----------- | ------- | -------------- |
| Baroš 63'   | Cronica | Beichler 45+1' |

| Galatasaray                                | 4 – 1   | Dinamo București |
| ------------------------------------------ | ------- | ---------------- |
| Kewell 32' Nonda 42', 46' Elano 58' (pen.) | Cronica | Boștină 61'      |

| Panathinaikos         | 1 – 0   | Sturm Graz |
| --------------------- | ------- | ---------- |
| Salpigidis 60' (pen.) | Cronica |            |

| Dinamo București | 0 – 3   | Galatasaray                     |
| ---------------- | ------- | ------------------------------- |
|                  | Cronica | Kewell 22' Nonda 24' Mehmet 56' |

| Sturm Graz | 0 – 1   | Panathinaikos   |
| ---------- | ------- | --------------- |
|            | Cronica | Katsouranis 70' |

| Galatasaray         | 1 – 0   | Panathinaikos |
| ------------------- | ------- | ------------- |
| Gilberto 50' (o.g.) | Cronica |               |

| Dinamo București | 2 – 1   | Sturm Graz     |
| ---------------- | ------- | -------------- |
| Niculae 41', 57' | Cronica | Sonnleitner 5' |

| Panathinaikos               | 3 – 0   | Dinamo București |
| --------------------------- | ------- | ---------------- |
| Rukavina 54' Cissé 80', 85' | Cronica |                  |

| Sturm Graz   | 1 – 0   | Galatasaray |
| ------------ | ------- | ----------- |
| Beichler 20' | Cronica |             |

### Grupa G
| Team              | M | V | E | Î | GM | GP | G  | Pct |
| ----------------- | - | - | - | - | -- | -- | -- | --- |
| Red Bull Salzburg | 6 | 6 | 0 | 0 | 9  | 2  | +7 | 18  |
| Villarreal        | 6 | 3 | 0 | 3 | 8  | 6  | +2 | 9   |
| Lazio             | 6 | 2 | 0 | 4 | 9  | 10 | −1 | 6   |
| Levski Sofia      | 6 | 1 | 0 | 5 | 1  | 9  | −8 | 3   |

| Lazio      | 1 – 2   | Red Bull Salzburg        |
| ---------- | ------- | ------------------------ |
| Foggia 59' | Cronica | Schiemer 82' Janko 90+3' |

| Villarreal | 1 – 0   | Levski Sofia |
| ---------- | ------- | ------------ |
| Nilmar 72' | Cronica |              |

| Levski Sofia | 0 – 4   | Lazio                                            |
| ------------ | ------- | ------------------------------------------------ |
|              | Cronica | Matuzalém 22' Zárate 45+1' Meghni 67' Rocchi 74' |

| Red Bull Salzburg    | 2 – 0   | Villarreal |
| -------------------- | ------- | ---------- |
| Janko 21' Tchoyi 84' | Cronica |            |

| Red Bull Salzburg | 1 – 0   | Levski Sofia |
| ----------------- | ------- | ------------ |
| Švento 45+2'      | Cronica |              |

| Lazio                   | 2 – 1   | Villarreal |
| ----------------------- | ------- | ---------- |
| Zárate 20' Rocchi 90+2' | Cronica | Eguren 40' |

| Levski Sofia | 0 – 1   | Red Bull Salzburg |
| ------------ | ------- | ----------------- |
|              | Cronica | Schiemer 90+3'    |

| Villarreal                                     | 4 – 1   | Lazio      |
| ---------------------------------------------- | ------- | ---------- |
| Pirès 2', 15' (pen.) Cani 13' Rossi 83' (pen.) | Cronica | Zárate 73' |

| Red Bull Salzburg      | 2 – 1   | Lazio      |
| ---------------------- | ------- | ---------- |
| Afolabi 52' Tchoyi 78' | Cronica | Foggia 57' |

| Levski Sofia | 0 – 2   | Villarreal          |
| ------------ | ------- | ------------------- |
|              | Cronica | Rossi 36' Senna 84' |

| Lazio | 0 – 1   | Levski Sofia |
| ----- | ------- | ------------ |
|       | Cronica | Yovov 61'    |

| Villarreal | 0 – 1   | Red Bull Salzburg |
| ---------- | ------- | ----------------- |
|            | Cronica | Švento 7'         |

### Grupa H
| Team             | M | V | E | Î | GM | GP | G  | Pct |
| ---------------- | - | - | - | - | -- | -- | -- | --- |
| Fenerbahçe       | 6 | 5 | 0 | 1 | 8  | 3  | +5 | 15  |
| Twente           | 6 | 2 | 2 | 2 | 5  | 6  | −1 | 8   |
| Sheriff Tiraspol | 6 | 1 | 2 | 3 | 4  | 5  | −1 | 5   |
| Steaua București | 6 | 0 | 4 | 2 | 3  | 6  | −3 | 4   |

| Steaua București | 0 – 0   | Sheriff Tiraspol |
| ---------------- | ------- | ---------------- |
|                  | Cronica |                  |

| Fenerbahçe | 1 – 2   | Twente        |
| ---------- | ------- | ------------- |
| Topuz 71'  | Cronica | Kufo 75', 80' |

| Twente | 0 – 0   | Steaua București |
| ------ | ------- | ---------------- |
|        | Cronica |                  |

| Sheriff Tiraspol | 0 – 1   | Fenerbahçe |
| ---------------- | ------- | ---------- |
|                  | Cronica | Alex 53'   |

| Sheriff Tiraspol        | 2 – 0   | Twente |
| ----------------------- | ------- | ------ |
| Balima 41' França 90+4' | Cronica |        |

| Steaua București | 0 – 1   | Fenerbahçe         |
| ---------------- | ------- | ------------------ |
|                  | Cronica | Kazim-Richards 59' |

| Twente        | 2 – 1   | Sheriff Tiraspol |
| ------------- | ------- | ---------------- |
| Stoch 7', 89' | Cronica | Tioté 67' (o.g.) |

| Fenerbahçe                           | 3 – 1   | Steaua București |
| ------------------------------------ | ------- | ---------------- |
| André Santos 15' Bilica 51' Alex 67' | Cronica | Kapetanos 38'    |

| Sheriff Tiraspol | 1 – 1   | Steaua București |
| ---------------- | ------- | ---------------- |
| Diedhiou 83'     | Cronica | Juan Toja 87'    |

| Twente | 0 – 1   | Fenerbahçe |
| ------ | ------- | ---------- |
|        | Cronica | Lugano 71' |

| Steaua București | 1 – 1   | Twente   |
| ---------------- | ------- | -------- |
| Kapetanos 18'    | Cronica | Stam 35' |

| Fenerbahçe     | 1 – 0   | Sheriff Tiraspol |
| -------------- | ------- | ---------------- |
| Uğur Boral 15' | Cronica |                  |

### Grupa I
| Team      | M | V | E | Î | GM | GP | G   | Pct |
| --------- | - | - | - | - | -- | -- | --- | --- |
| Benfica   | 6 | 5 | 0 | 1 | 13 | 3  | +10 | 15  |
| Everton   | 6 | 3 | 0 | 3 | 7  | 9  | −2  | 9   |
| BATE      | 6 | 2 | 1 | 3 | 7  | 9  | −2  | 7   |
| AEK Atena | 6 | 1 | 1 | 4 | 5  | 11 | −6  | 4   |

| Benfica                    | 2 – 0   | BATE |
| -------------------------- | ------- | ---- |
| Nuno Gomes 36' Cardozo 41' | Cronica |      |

| Everton                                | 4 – 0   | AEK Atena |
| -------------------------------------- | ------- | --------- |
| Yobo 10' Distin 17' Pienaar 37' Jô 82' | Cronica |           |

| AEK Atena       | 1 – 0   | Benfica |
| --------------- | ------- | ------- |
| Majstorović 43' | Cronica |         |

| BATE             | 1 – 2   | Everton                 |
| ---------------- | ------- | ----------------------- |
| Likhtarovich 16' | Cronica | Fellaini 68' Cahill 77' |

| BATE                   | 2 – 1   | AEK Atena         |
| ---------------------- | ------- | ----------------- |
| Pawlaw 51' Alumona 85' | Cronica | Blanco 31' (pen.) |

| Benfica                                      | 5 – 0   | Everton |
| -------------------------------------------- | ------- | ------- |
| Saviola 14', 83' Cardozo 47', 48' Luisão 52' | Cronica |         |

| AEK Atena             | 2 – 2   | BATE                      |
| --------------------- | ------- | ------------------------- |
| Blanco 1' Manduca 38' | Cronica | Rodionov 17' Valodzka 25' |

| Everton | 0 – 2   | Benfica                 |
| ------- | ------- | ----------------------- |
|         | Cronica | Saviola 63' Cardozo 76' |

| BATE                    | 1 – 2   | Benfica                        |
| ----------------------- | ------- | ------------------------------ |
| Miguel Vítor 69' (o.g.) | Cronica | Saviola 46' Fábio Coentrão 63' |

| AEK Atena | 0 – 1   | Everton          |
| --------- | ------- | ---------------- |
|           | Cronica | Bilyaletdinov 6' |

| Benfica           | 2 – 1   | AEK Atena  |
| ----------------- | ------- | ---------- |
| Di María 45', 73' | Cronica | Blanco 84' |

| Everton | 0 – 1   | BATE         |
| ------- | ------- | ------------ |
|         | Cronica | Yurevich 75' |

### Grupa J
| Team           | Pld | W | D | L | GF | GA | GD  | Pts |
| -------------- | --- | - | - | - | -- | -- | --- | --- |
| Șahtior Donețk | 6   | 4 | 1 | 1 | 14 | 3  | +11 | 13  |
| Club Brugge    | 6   | 3 | 2 | 1 | 10 | 8  | +2  | 11  |
| Toulouse       | 6   | 2 | 1 | 3 | 6  | 11 | −5  | 7   |
| Partizan       | 6   | 1 | 0 | 5 | 6  | 14 | −8  | 3   |

| Club Brugge  | 1 – 4   | Șahtior Donețk                              |
| ------------ | ------- | ------------------------------------------- |
| Geraerts 62' | Cronica | Gai 11' Willian 19' Srna 35' Kravchenko 75' |

| Partizan              | 2 – 3   | Toulouse                    |
| --------------------- | ------- | --------------------------- |
| Krstajić 23' Cléo 67' | Cronica | Sirieix 30', 38' Devaux 49' |

| Toulouse               | 2 – 2   | Club Brugge              |
| ---------------------- | ------- | ------------------------ |
| Sissoko 54' Gignac 84' | Cronica | Akpala 52' Perišić 90+4' |

| Șahtior Donețk                                             | 4 – 1   | Partizan   |
| ---------------------------------------------------------- | ------- | ---------- |
| Lomić 24' (o.g.) Luiz Adriano 39' Jádson 54' Rakytskiy 67' | Cronica | Ljajić 86' |

| Șahtior Donețk                                            | 4 – 0   | Toulouse |
| --------------------------------------------------------- | ------- | -------- |
| Fernandinho 7' (pen.) Luiz Adriano 24', 56' Hübschman 38' | Cronica |          |

| Club Brugge                     | 2 – 0   | Partizan |
| ------------------------------- | ------- | -------- |
| Perišić 4' Brežančić 58' (o.g.) | Cronica |          |

| Toulouse | 0 – 2   | Șahtior Donețk           |
| -------- | ------- | ------------------------ |
|          | Cronica | Luiz Adriano 50' Gai 63' |

| Partizan                  | 2 – 4   | Club Brugge                                    |
| ------------------------- | ------- | ---------------------------------------------- |
| Ljajić 52' Washington 66' | Cronica | Perišić 28' Kouemaha 36', 57' Odjidja-Ofoe 74' |

| Șahtior Donețk | 0 – 0   | Club Brugge |
| -------------- | ------- | ----------- |
|                | Cronica |             |

| Toulouse    | 1 – 0   | Partizan |
| ----------- | ------- | -------- |
| Braaten 54' | Cronica |          |

| Club Brugge   | 1 – 0   | Toulouse |
| ------------- | ------- | -------- |
| Perišić 90+2' | Cronica |          |

| Partizan  | 1 – 0   | Shakhtar Donetsk |
| --------- | ------- | ---------------- |
| Diarra 6' | Cronica |                  |

### Grupa K
| Team          | M | V | E | Î | GM | GP | G  | Pct |
| ------------- | - | - | - | - | -- | -- | -- | --- |
| PSV Eindhoven | 6 | 4 | 2 | 0 | 8  | 3  | +5 | 14  |
| Copenhaga     | 6 | 3 | 1 | 2 | 7  | 4  | +3 | 10  |
| Sparta Praga  | 6 | 2 | 1 | 3 | 7  | 9  | −2 | 7   |
| CFR Cluj      | 6 | 1 | 0 | 5 | 4  | 10 | −6 | 3   |

| Sparta Praga         | 2 – 2   | PSV Eindhoven          |
| -------------------- | ------- | ---------------------- |
| Hubník 76' Zeman 87' | Cronica | Reis 80', 90+1' (pen.) |

| CFR Cluj             | 2 – 0   | Copenhaga |
| -------------------- | ------- | --------- |
| Culio 53' Traoré 75' | Cronica |           |

| Copenhaga  | 1 – 0   | Sparta Praga |
| ---------- | ------- | ------------ |
| N'Doye 25' | Cronica |              |

| PSV Eindhoven | 1 – 0   | CFR Cluj |
| ------------- | ------- | -------- |
| Bakkal 9'     | Cronica |          |

| PSV Eindhoven | 1 – 0   | Copenhaga |
| ------------- | ------- | --------- |
| Reis 72'      | Cronica |           |

| Sparta Praga         | 2 – 0   | CFR Cluj |
| -------------------- | ------- | -------- |
| Kucka 15' Hubník 32' | Cronica |          |

| Copenhaga           | 1 – 1   | PSV Eindhoven |
| ------------------- | ------- | ------------- |
| Grønkjær 39' (pen.) | Cronica | Dzsudzsák 72' |

| CFR Cluj                   | 2 – 3   | Sparta Praga                   |
| -------------------------- | ------- | ------------------------------ |
| Traoré 25' Dubarbier 90+1' | Cronica | Holenda 6', 13' Wilfried 90+6' |

| PSV Eindhoven | 1 – 0   | Sparta Praga |
| ------------- | ------- | ------------ |
| Reis 90+1'    | Cronica |              |

| Copenhaga               | 2 – 0   | CFR Cluj |
| ----------------------- | ------- | -------- |
| Vingaard 37' N'Doye 43' | Cronica |          |

| Sparta Praga | 0 – 3   | Copenhaga                           |
| ------------ | ------- | ----------------------------------- |
|              | Cronica | N'Doye 22', 30' Grønkjær 54' (pen.) |

| CFR Cluj | 0 – 2   | PSV Eindhoven                  |
| -------- | ------- | ------------------------------ |
|          | Cronica | Lazović 19' (pen.) Amrabat 68' |

### Grupa L
| Team            | M | V | E | Î | GM | GP | G   | Pct |
| --------------- | - | - | - | - | -- | -- | --- | --- |
| Werder Bremen   | 6 | 5 | 1 | 0 | 17 | 6  | +11 | 16  |
| Athletic Bilbao | 6 | 3 | 1 | 2 | 10 | 8  | +2  | 10  |
| Nacional        | 6 | 1 | 2 | 3 | 11 | 12 | −1  | 5   |
| Austria Viena   | 6 | 0 | 2 | 4 | 4  | 16 | −12 | 2   |

| Athletic Bilbao                     | 3 – 0   | Austria Viena |
| ----------------------------------- | ------- | ------------- |
| Llorente 8' (pen.), 24' Muniain 56' | Cronica |               |

| Nacional                      | 2 – 3   | Werder Bremen                      |
| ----------------------------- | ------- | ---------------------------------- |
| Felipe Lopes 68' Halliche 75' | Cronica | Frings 39' (pen.) Pizarro 55', 85' |

| Werder Bremen                          | 3 – 1   | Athletic Bilbao |
| -------------------------------------- | ------- | --------------- |
| Hunt 18' Naldo 41' Frings 90+4' (pen.) | Cronica | Llorente 90+1'  |

| Austria Viena  | 1 – 1   | Nacional   |
| -------------- | ------- | ---------- |
| Schumacher 76' | Cronica | Micael 35' |

| Austria Viena               | 2 – 2   | Werder Bremen    |
| --------------------------- | ------- | ---------------- |
| Sulimani 73' Schumacher 87' | Cronica | Pizarro 19', 63' |

| Athletic Bilbao             | 2 – 1   | Nacional   |
| --------------------------- | ------- | ---------- |
| Etxeberria 67' Llorente 86' | Cronica | Micael 42' |

| Werder Bremen            | 2 – 0   | Austria Viena |
| ------------------------ | ------- | ------------- |
| Borowski 81' Almeida 84' | Cronica |               |

| Nacional         | 1 – 1   | Athletic Bilbao       |
| ---------------- | ------- | --------------------- |
| Edgar 64' (pen.) | Cronica | Etxeberria 85' (pen.) |

| Austria Viena | 0 – 3   | Athletic Bilbao                |
| ------------- | ------- | ------------------------------ |
|               | Cronica | Llorente 19', 84' San José 62' |

| Werder Bremen                             | 4 – 1   | Nacional   |
| ----------------------------------------- | ------- | ---------- |
| Rosenberg 31', 34' Moreno 84' Marin 90+2' | Cronica | Micael 61' |

| Athletic Bilbao | 0 – 3   | Werder Bremen                       |
| --------------- | ------- | ----------------------------------- |
|                 | Cronica | Pizarro 13' Naldo 20' Rosenberg 36' |

| Nacional                                                  | 5 – 1   | Austria Viena  |
| --------------------------------------------------------- | ------- | -------------- |
| Micael 23', 57' Mateus 33' Tomašević 61' Felipe Lopes 66' | Cronica | Schumacher 21' |